# Rico Back
Rico Back (* 1954 in Hamburg) ist ein deutscher Manager und Unternehmer. Er war Gründungsmitglied und CEO des Logistikdienstleisters German Parcel, der später in die GLS Group überging. Dort war er insgesamt rund 18 Jahre als CEO tätig.
Von 2018 bis 2020 war er zudem CEO der Royal Mail, dem nationalen Postdienst des Vereinigten Königreichs.
Nach seinem Ausscheiden bei Royal Mail gründete er 2020 die SKR AG, ein Unternehmen mit Sitz in der Schweiz, das im Bereich Investitionen und Beratung tätig ist. Zudem ist er in den Gesellschaften Back Enterprises AG, Back Asset Management AG und Back Beteiligungs AG aktiv. 2021 übernahm er den Vorstandsvorsitz der Tiger Asset Management AG.
Back tritt auch als Gesprächspartner zu Wirtschafts- und Logistikthemen in Wirtschafts- und Fachmedien auf.

## Karriere
1989 war Back Gründungsmitglied von German Parcel, einem europaweit tätigen Paketdienstleister, und wurde zu dessen Geschäftsführer. Im Jahr 1999 verantwortete Back den Verkauf von German Parcel an die Royal Mail. German Parcel wurde daraufhin in GLS umbenannt. Das Unternehmen gehört heute zu den größten straßenbasierten Paketversand-Netzwerken in Europa. Der Umsatz stieg von 1 Milliarde Pfund im Jahr 2002 auf 3,161 Milliarden Pfund im Jahr 2020. Damit trug GLS 64 Prozent zum bereinigten Betriebsergebnis der Royal Mail Group bei und erwirtschaftete 29 Prozent am gruppenweiten Umsatz. Im Jahr 2020 war die Tochtergesellschaft schätzungsweise 2,3 Milliarden Pfund wert, basierend auf einem operativen Gewinn von 208 Millionen Pfund.
Back war 18 Jahre lang Geschäftsführer von GLS, bevor er 2018 den Posten des CEO der Royal Mail Group übernahm. Als CEO von Royal Mail Parcels (2016 bis 2018) verantwortete er alle internationalen Aktivitäten sowie das nationale Paketgeschäft. Back folgte als CEO der Royal Mail auf Moya Greene, als diese im Juni 2018 abtrat. Wie zuvor Greene erhielt auch Back ein Paket aus Gehalts- und Sozialleistungen in Höhe von 790.000 Pfund sowie einen möglichen Bonus von 1,3 Millionen Pfund und ein Begrüßungsgeld in Höhe von 6 Millionen Pfund. Seine persönlichen Steuern entrichtete er in und an Großbritannien.
Während seiner Amtszeit erreichte das Wachstum des Paketvolumens im Vereinigten Königreich 2018 einen Vier-Jahres-Höchststand. Zudem stieg der Anteil der Royal Mail am britischen Paketmarkt bis März 2018 auf 53 Prozent, was auf den Zugewinn von Kunden aus dem Online-Handel zurückzuführen war. Im Zuge der Jahresergebnisse für 2019, ein Jahr nach Backs Amtsantritt als CEO, kündigte die Royal Mail einen Fünf-Jahres-Turnaround-Plan an. Dieser konzentrierte sich auf die internationale Expansion des Paketgeschäfts des Unternehmens und trug dem Wachstum der Online-Zustellungen Rechnung. Im Rahmen dieses Plans sagte die Royal Mail zu, weitere 1,8 Milliarden Pfund in die britische Post zu investieren.
Am 15. Mai 2020 trat Back als CEO der Royal Mail Group zurück, und Keith Williams übernahm die Unternehmensführung als Interims-Vorstandsvorsitzender, bevor er Stuart Simpson einsetzte. Backs Ausscheiden erfolgte, als die Royal Mail während der COVID-19-Pandemie einen Anstieg der Paketmengen und einen Rückgang des Briefvolumens verzeichnete.
Im Jahr 2020 gründete Back die SKR AG, ein Beratungsunternehmen mit Sitz in der Schweiz, das auf strategische Unternehmensberatung für Investoren, Führungskräfte und Unternehmen spezialisiert ist. Ebenfalls im Jahr 2020 gründete er die Back Enterprises AG. 2024 kamen die Back Asset Management AG und Back Beteiligungs AG hinzu. Diese Unternehmen befassen sich mit Beteiligungen an in- und ausländischen Unternehmen sowie mit dem Erbringen von Unternehmensberatungsdienstleistungen. Im Jahr 2021 übernahm er darüber hinaus den Posten des Vorstandsvorsitzenden der Tiger Asset Management AG mit Sitz in der Schweiz.

## Privates
Back und seine Familie leben seit 2007 am Zürichsee in der Schweiz.